# Gölpan (Västrums socken, Småland)
Gölpan är en sjö i Västerviks kommun i Småland och ingår i Botorpsströmmens huvudavrinningsområde. Sjön har en area på 0,0426 kvadratkilometer och ligger 0,3 meter över havet. Sjön avvattnas av vattendraget Botorpsströmmen (Tynnsån).

## Delavrinningsområde
Gölpan ingår i det delavrinningsområde (639011-154735) som SMHI kallar för Mynnar i havet. Medelhöjden är 22 meter över havet och ytan är 1,47 kvadratkilometer. Räknas de 56 avrinningsområdena uppströms in blir den ackumulerade arean 997,41 kvadratkilometer. Avrinningsområdets utflöde Botorpsströmmen (Tynnsån) mynnar i havet. Avrinningsområdet består mestadels av skog (83 procent). Avrinningsområdet har 0,04 kvadratkilometer vattenytor vilket ger det en sjöprocent på 2,9 procent.